# Frankfurt (Main) Hauptbahnhof tief
Frankfurt (Main) Hauptbahnhof tief – podziemna stacja kolejowa we Frankfurcie nad Menem, w kraju związkowym Hesja, w Niemczech. Jest obsługiwana przez pociągi S-Bahn. Położona jest pod dworcem głównym. Jest to również ważny węzeł metra.